# Воронино (Гомельская область)
Воронино (бел. Вароніна) — деревня в Вересницком сельсовете Житковичского района Гомельской области Белоруссии.

## География

### Расположение
В 33 км на юго-запад от районного центра и железнодорожной станции Житковичи (на линии Лунинец — Калинковичи), 266 км от Гомеля.

## Транспортная сеть
Транспортные связи по просёлочной, затем автомобильной дороге Туров — Лельчицы. Планировка состоит из прямолинейной меридиональной улицы, которая на юге присоединяется к центру широтной прямолинейной улицы. Застройка двусторонняя, неплотная, деревянная, усадебного типа.

## История
Обнаруженные археологами бескурганный могильник раннего железного века (в центре деревни) и 2 поселения раннего железного века (в 0,3-0,8 км на север от деревни) свидетельствуют о заселении этих мест с давних времён. Согласно письменным источникам известна с XVII века как селение в Мозырском повете Минского воеводства Великого княжества Литовского. В 1671 году фольварк Вороничи, владение Радзивиллов. После 2-го раздела Речи Посполитой (1793 год) в составе Российской империи.
В 1931 году жители вступили в колхоз. Во время Великой Отечественной войны 10 жителей погибли на фронтах. Согласно переписи 1959 года в составе колхоза «Победа» (центр — деревня Запесочье).

## Население

### Численность
- 2004 год — 53 хозяйства, 109 жителей.

### Динамика
- 1959 год — 262 жителя (согласно переписи).
- 2004 год — 53 хозяйства, 109 жителей.